# Dick Butkus
Richard Marvin Butkus (Chicago, Illinois, Estados Unidos; 9 de diciembre de 1942 - Malibú, California, Estados Unidos; 5 de octubre de 2023), más conocido como Dick Butkus, fue un jugador profesional de fútbol americano, comentarista y actor estadounidense. Jugaba en la posición de linebacker y desarrolló su carrera en los Chicago Bears de la National Fooball League (NFL).
Jugó a nivel universitario como linebacker y center en Illinois antes de ser elegido por los Bears en la tercera posición global del Draft de la NFL de 1965. Reconocido como el mejor apoyador de su generación y uno de los más grandes jugadores de la historia. Fue elegido al Salón de la Fama del Fútbol Americano Profesional en 1979 y al Salón de la Fama del Fútbol Americano Universitario en 1983.

## Carrera

### Universidad
En Illinois, Butkus jugó como centro y linebacker de 1962 hasta 1964. Fue All-American en 1963 y 1964. Aparte terminó en el sexto lugar de las votaciones por el Trofeo Heisman en 1963, y tercero en 1964, algo de llamar la atención dada la posición en la que jugaba.
Después de su finalizar su carrera como colegial todavía siguió recibiendo reconocimientos: fue admitido en el Salón de la Fama Colegial en 1983, y es uno de los dos jugadores de la Universidad de Illinois en tener su uniforme colegial retirado (#50), el otro es Harold "Red" Grange. El Premio Dick Butkus fue creado en su honor y es entregado de forma anual al apoyador colegial más destacado.

### NFL

#### Chicago Bears
Butkus fue reclutado en la primera ronda (tercero global), por Chicago del Draft de 1965. En la Ciudad de los Vientos, Butkus fue conocido por ser un jugador devastador en la ofensiva contraria. Fue seleccionado en 8 ocasiones al Pro Bowl. En su año como novato terminó como líder de su equipo en tacleadas, intercepciones, balones forzados y balones recuperados (algo que seguiría haciendo a lo largo de toda su carrera). Butkus recuperó 25 balones como jugador profesional, un récord de la liga en la época en que se retiró. Fue uno de los jugadores más temidos de su generación y apareció en la portada de Sports Illustrated en 1970 con la leyenda de "El Hombre Más Temido del Juego". Una de las temporadas más productivas de su carrera fue la de 1970 con 132 placajes, 84 asistencias, 3 intercepciones y 2 balones recuperados. Tuvo que retirarse forzado por múltiples lesiones en la rodilla en 1973.
Butkus demandó a los Bears en 1975, reclamando que lo mantuvieron jugando cuando debía hacerse una cirugía en las rodillas. En esa época Chicago le negó a Butkus y a todos sus jugadores el derecho de una segunda opinión con otros médicos que no fueran los del equipo y Butkus usó analgésicos administrados por Chicago para mantenerlo como jugador activo.
Por causa de la demanda, la relación de Butkus con el dueño del equipo George Halas ("Papá Oso") se enfrió a pesar de que compartían mucho en común (nacidos y criados en Chicago, de la Universidad de Illinois). Butkus regresaría a los Bears como analista en transmisiones de radio  en 1985, haciendo equipo con Wayne Larrivee y Jim Hart.
Fue seleccionado como uno de los 70 Deportistas Más Grandes del siglo XX por ESPN, el 9.º mejor jugador en la historia de la liga por The Sporting News y el 5.º por Associated Press. La NFL lo eligió al equipo de todos los tiempos en 2000. Fue elegido al Salón de la Fama in 1979. Sin importar las lesiones, siempre fue considerado el apoyador más temible en la NFL.
En la lista de los 100 mejores jugadores de la historia de la NFL publicada el 4 de noviembre de 2010, Butkus fue ubicado como el segundo mejor LB de todos los tiempos, solo detrás de Lawrence Taylor.